# Terminalia beccarii
Terminalia beccarii är en tvåhjärtbladig växtart som beskrevs av Arthur Wallis Exell. Terminalia beccarii ingår i släktet Terminalia och familjen Combretaceae. Inga underarter finns listade i Catalogue of Life.